# 大菩薩嶺
大菩薩嶺（だいぼさつれい）は、山梨県甲州市と北都留郡丹波山村に跨る標高2,057mの山。深田久弥の日本百名山には「大菩薩岳」の項で取り上げられている。なお、大菩薩峠は大菩薩嶺の南方約2kmに位置する尾根の鞍部にあたる（標高1,897m）。

## 概要
奥秩父山塊に位置し、大菩薩連嶺の主脈を構成している。多摩川と笛吹川の水分山でもある。
深田久弥や木暮理太郎などは、その著書に大菩薩岳（だいぼさつだけ）と表記している。
山名の「大菩薩」の由来には諸説あるが、『甲斐国志』によると後三年の役で東征した源義光（新羅三郎）が道に迷っていたところ、樵夫が現われてこの峠まで導いたところで消え去ったといわれ、そのとき義光が「八幡大菩薩」と唱えて神の加護に感謝したことに由来するという。 

## 登山
周辺は紅葉の名所で、毎年、10月の中旬から下旬にかけて見頃となる。大菩薩峠からのコース（大菩薩峠 - 雷岩 - 大菩薩嶺）の所要時間は、雷岩まで約60分、雷岩から大菩薩嶺まで約10分である。

### コース
- 裂石 - 上日川峠 - 大菩薩嶺（登り約4時間、下り約3時間）

上日川峠に無料駐車場があり、マイカーまたはタクシー、季節限定バスで入ることができる。
- 裂石 - 丸川峠 - 大菩薩嶺（登り約4時間、下り約2時間30分）
- 小菅 - 牛ノ寝通り - 榧ノ尾山 - 石丸峠 - 大菩薩峠 - 大菩薩嶺（登り7時間、下り約5時間30分）

### 山小屋
- 富士見山荘
- 介山荘
- 福ちゃん荘
- ロッヂ長兵衛

## ギャラリー

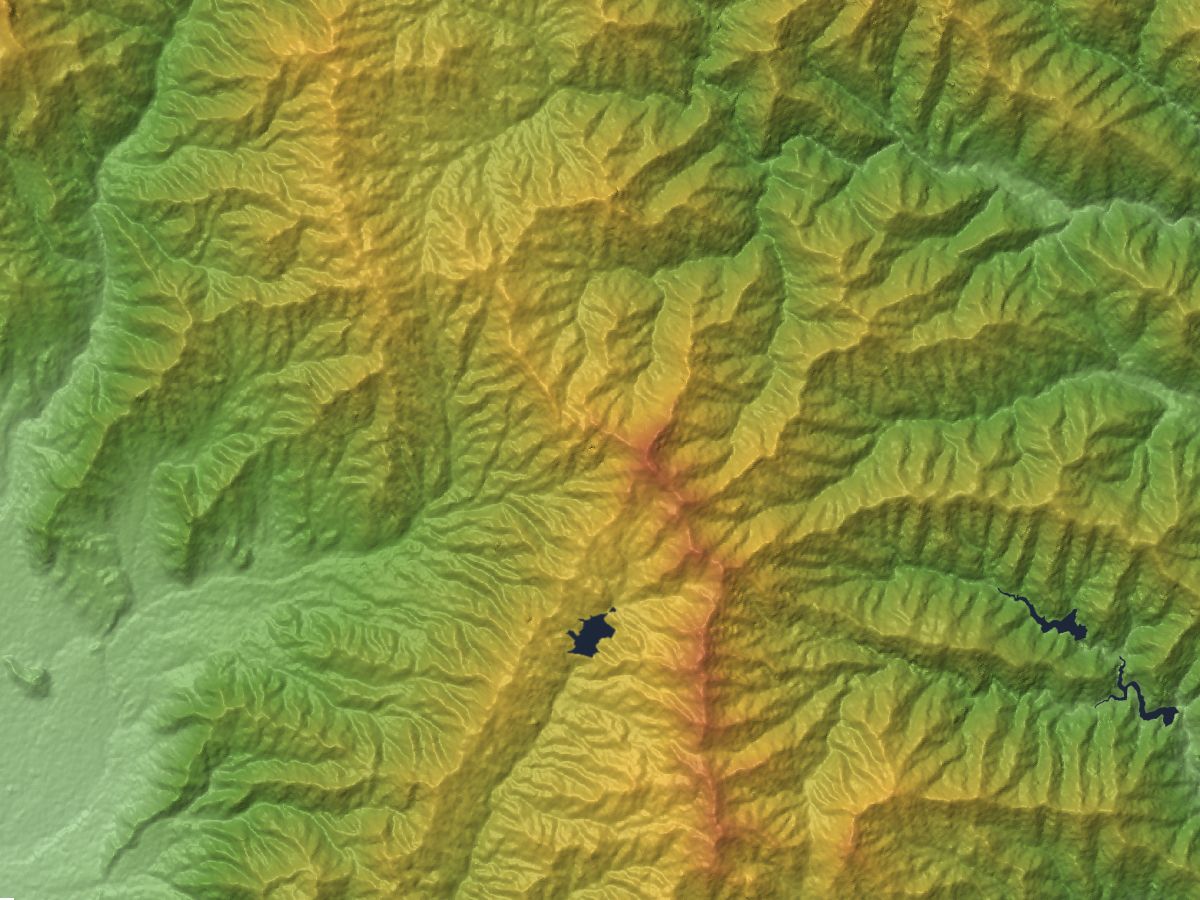
大菩薩嶺周辺の地形図。当山山頂は画像の中心
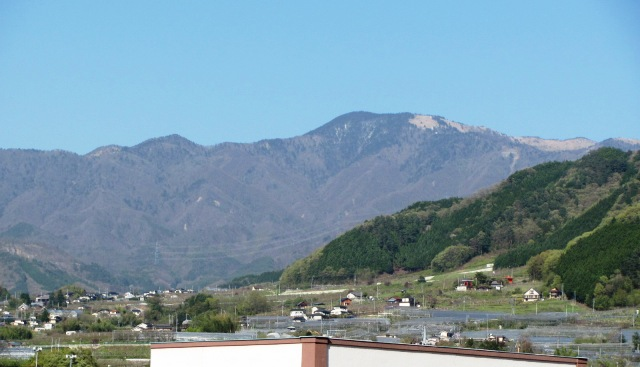
塩山駅から望む
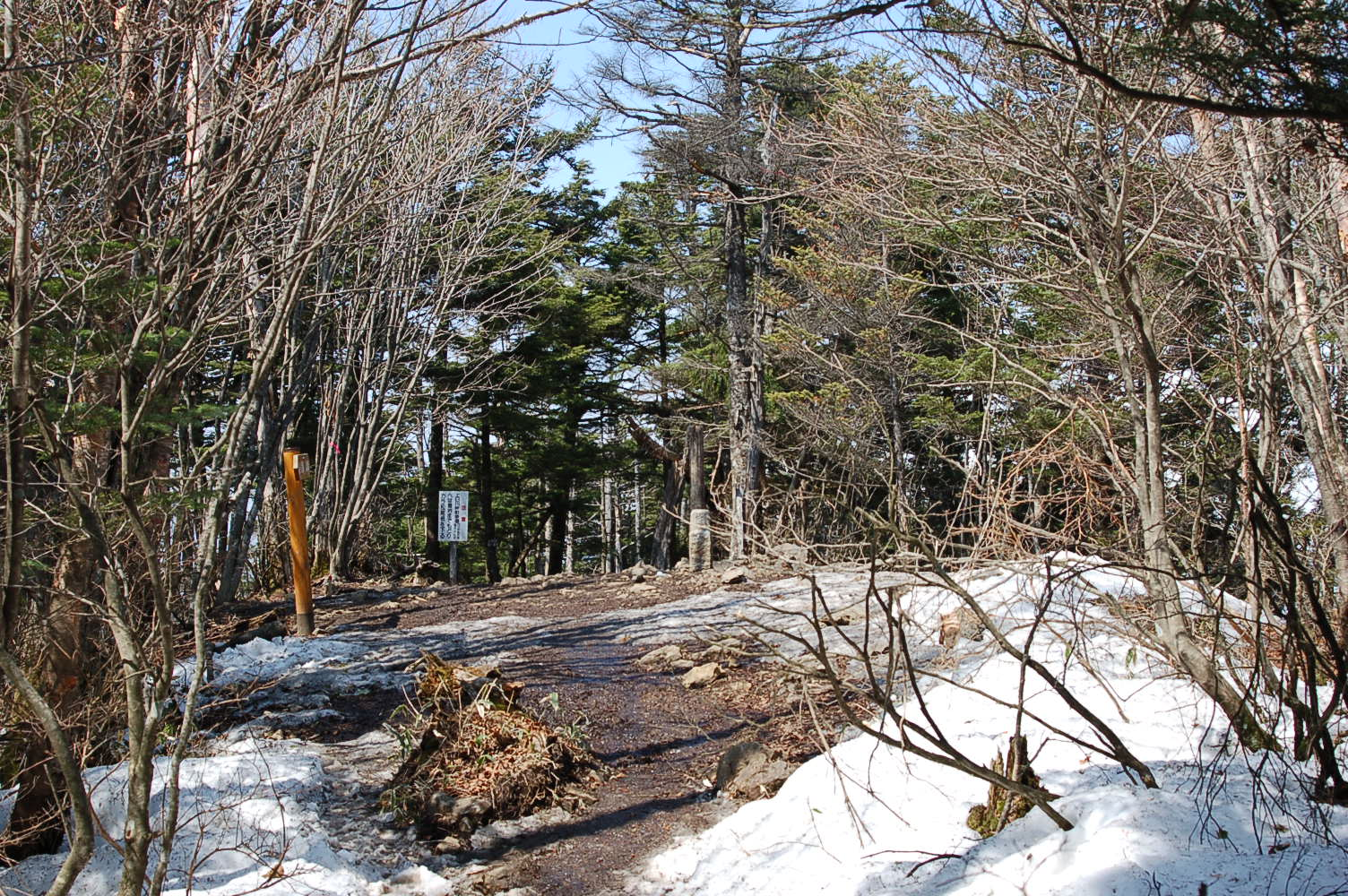
大菩薩峠方向から見た山頂
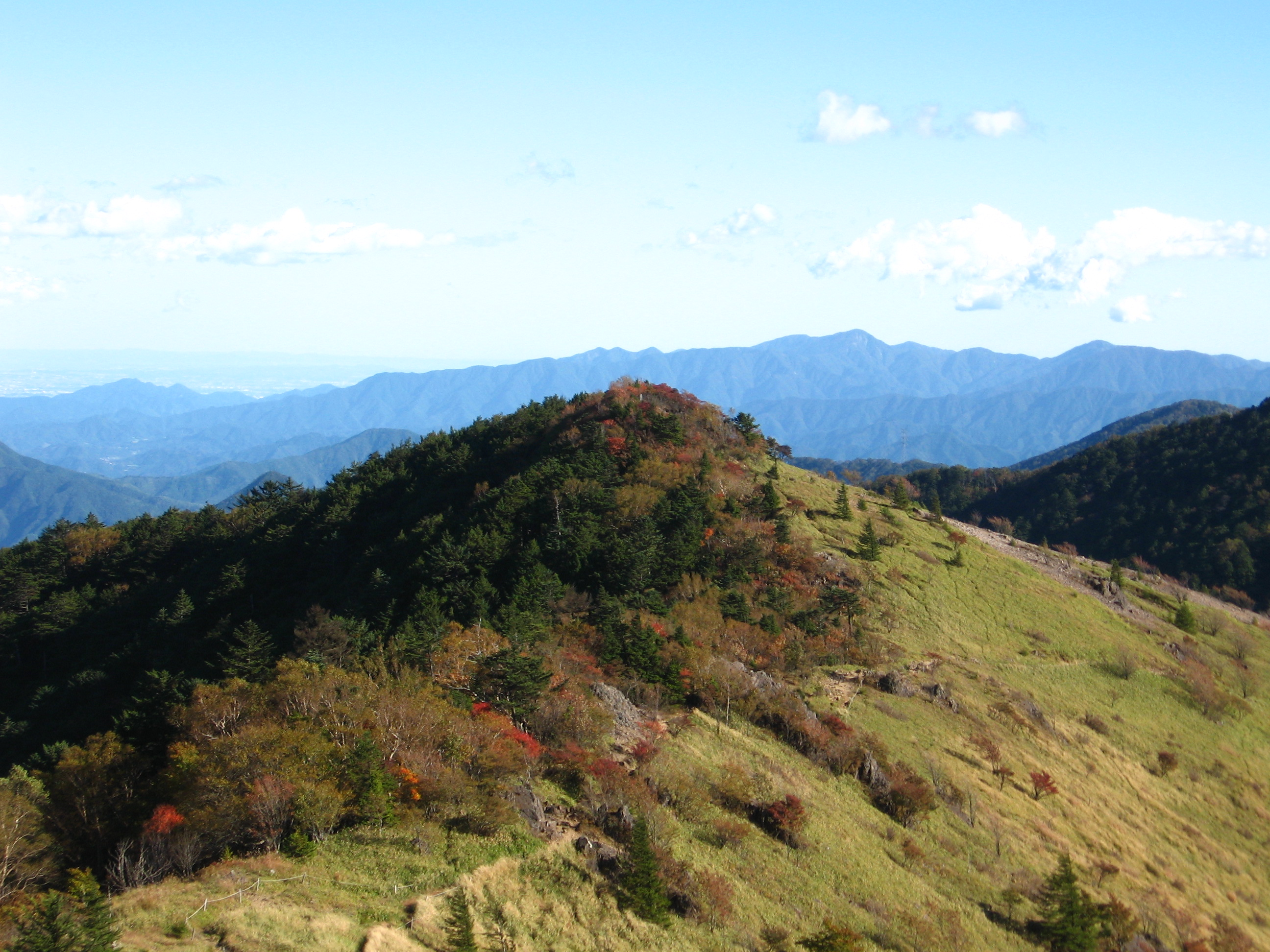
大菩薩峠を望む
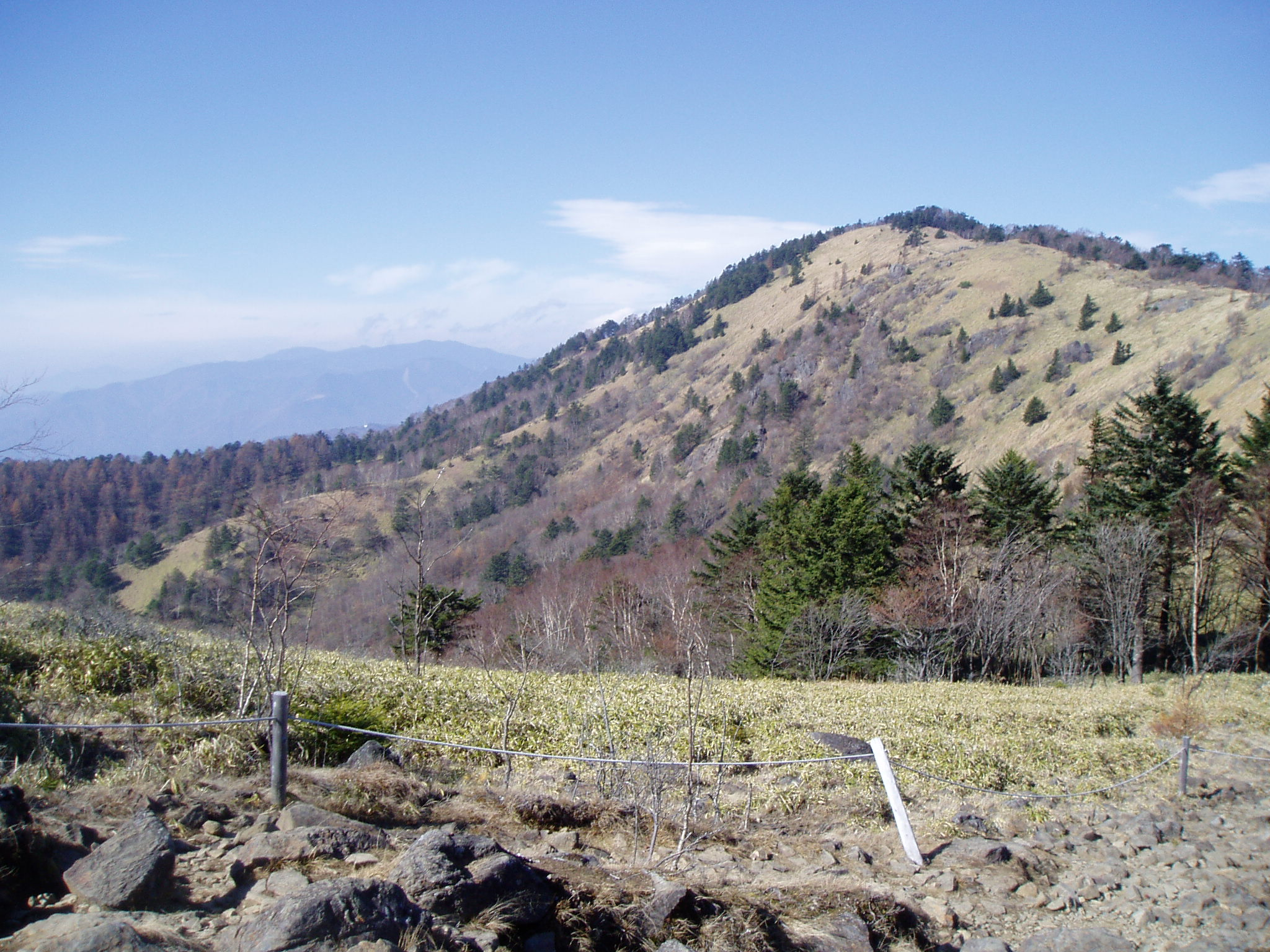
大菩薩峠付近賽ノ河原より望む大菩薩嶺

## 周辺の山など
- 鶏冠山 (1,716 m)
  - 柳沢峠 (1,472 m)
- 柳沢ノ頭 (1,671 m)
- 妙見ノ頭 (1,980 m)
  - 大菩薩峠 (1,897 m)
- 小金沢山 (2,014 m)
- 熊沢山 (1,978 m)大菩薩連嶺、大菩薩峠の東側に位置する。